# Gößnitz
Gößnitz là một thị xã ở huyện Altenburger Land, trong bang Thüringen, Đức. Đô thị Gößnitz có diện tích 14,04 km². Đô thị này nằm bên sông Pleiße, 12 km về phía nam của Altenburg, và 20 km về phía tây bắc của Zwickau.